# ئی‌ام‌ال ویندلو (ام۴۱۶)
ئی‌ام‌ال ویندلو (ام۴۱۶) (به انگلیسی: EML Vaindlo (M416)) یک کشتی است که طول آن 37.9.1 m می‌باشد. این کشتی در سال ۱۹۶۶ ساخته شد.